# Steppekoraalzwam
De steppekoraalzwam (Phaeoclavulina roellinii) is een schimmel behorend tot de familie Gomphaceae. Hij groeit op humusarme zandgronden in de grijze duinen, met name in dichte tapijten klauwtjesmos (Hypnum lacunosum).

## Kenmerken
De steppekoraalzwam is een lage, gedrongen, dicht vertakkende koraalzwam. Hij heeft kromme takken. De kleur is okergeel tot okerbruin, later vaak ook met groenige of olijf tinten. De sporen zijn fijnstekelig, groenig geel en meten 5-8(-9) × 3-4,5 µm. Hyfen met gespen. 

## Verspreiding
Phaeoclavulina roellinii komt vrij zeldzaam voor in Nederland. 